# Туркины
Туркины — царицинские купцы 1-й гильдии Николай Алексеевич и Константин Алексеевич. В начале XX века поселились в Новониколаевске.

## Деятельность
В начале XX века царицинские купцы 1-й гильдии Николай Алексеевич и Константин Алексеевич Туркины переехали в Новониколаевск, где создали «Торговый дом Н. А. Туркина», его имущество оценивалось в 750 000 рублей.
Туркины были в числе организаторов «Алтайской фабрично-промышленной компании», её основной капитал составлял 45 000 рублей, у Константина Алексеевича было 12 паёв из 90 (каждый по 5000 рублей), у Николая Алексеевича — 24 пая.
В 1907 году было создано новое одноимённое товарищество с основным капиталом в 800 000 рублей. (всего 1600 паёв, 1 пай — 500 рублей). В январе 1911 года один из главных пайщиков Николай Алексеевич уступил купцу А. И. Кагану половину своих паёв на 250 000 рублей.
1 января 1915 года основано АО «Алтайская фабрично-промышленная компания», основной капитал — 1 млн рублей (10 000 акций по 100 рублей). В 1916 году основной капитал достиг 2 млн рублей. Размер вексельного кредита АО в Русско-Азиатском банке составил 300 000 рублей, этот банк также был держателем акций компании. Н. А. Туркин был директором-распорядителем, купцу и его жене принадлежало 4800 акций (Кагану — 4100 акций). В этот же период Николай Алексеевич покупает дачу в Кисловодске за 500 рублей.
Николай Алексеевич Туркин был одним из основателей Новониколаевской товарной биржи.
В 1909 году Н. А. Туркин — руководитель местного отделения Русско-Азиатского банка, в 1914 — «Сибирского общества для подачи помощи раненым и больным войнам», в 1917 году купец был избран председателем ВПК.